# Прямі продажі
Прямі продажі — це бізнес-модель, яка передбачає, що сторона купує продукцію у материнської організації та продає її безпосередньо клієнтам.
Основною ознакою прямих продажів — це продаж товарів у нероздрібній мережі, наприклад, вдома, в Інтернеті або в інших місцях, які не є магазинами.
Прямі продажі можуть мати форму однорівневого маркетингу (у якому прямий продавець заробляє гроші виключно на продажах) і багаторівневого маркетингу (у якому прямий продавець може заробляти гроші як від прямих продажів клієнтам, так і шляхом спонсорування нових прямих продавців і отримуючи комісію від своїх зусиль).
Згідно з бізнес-довідником Федеральної торгової комісії США: «Прямі продажі — це загальний термін, який охоплює різноманітні форми бізнесу, які ґрунтуються на продажі від особи до особи в місцях, які не є місцями роздрібної торгівлі, прикладом таких є соціальні мережі або помешкання продавця чи потенційного клієнта».
Сучасні прямі продажі включають продажі, здійснені торгівельних заходах, індивідуальних демонстраціях або через будь який інший особистий контакт з покупцем, а також продажі через Інтернет. Деякі джерела визначають прямі продажі як: «Пряме особисте представлення, демонстрація та продаж продуктів і послуг споживачам, як правило, у їхніх домівках або на їхніх робочих місцях».
Прикладами прямих продажів можуть виступати такі бізнеси як: Avon, Oriflame, Mary Kay, Amway і Nu Skin Enterprises.